# رحلة إلى بونتيفول (فلم)
رحلة إلى بونتيفول (بالإنجليزية: The Trip to Bountiful) هو فيلم دراما تم إنتاجه في الولايات المتحدة وصدر في سنة 1985. الفيلم من كتابة هورتون فوت.

## بطولة
- جيرالدين بيج

### ترشيحات وجوائز
| السنة | الحدث | الفئة             | النتيجة  |
| ----- | ----- | ----------------- | -------- |
|       |       | أوسكار أحسن ممثلة | فـــــوز |

## الميزانية والإيرادات
حقق أرباحا تقدر بـ 7,491,903 دولار.

## وصلات خارجية
- مقالات تستعمل روابط فنية بلا صلة مع ويكي بيانات

1. ↑  "معلومات عن رحلة إلى بونتيفول (فيلم) على موقع zweitausendeins.de". zweitausendeins.de. مؤرشف من الأصل في 2016-09-13.
2. ↑  "معلومات عن رحلة إلى بونتيفول (فيلم) على موقع collections.cinematheque.qc.ca". collections.cinematheque.qc.ca. مؤرشف من الأصل في 2020-01-10.
3. ↑  "معلومات عن رحلة إلى بونتيفول (فيلم) على موقع port.hu". port.hu. مؤرشف من الأصل في 2020-01-25.